# Cifrario del prodotto
In crittologia il cifrario del prodotto (in inglese product cipher) è un algoritmo di cifratura molto diffuso che elabora un blocco di dati alla volta. 

## Descrizione del problema
L'algoritmo lavora eseguendo una serie di trasformazioni composte da sostituzioni, permutazioni e operazioni di aritmetica modulare. Normalmente l'algoritmo itera le trasformazioni un certo numero di volte per blocco, in modo da ottenere le proprietà di confusione e diffusione. Le singole operazioni non sono sicure, ma combinate insieme ed eseguite un numero di volte sufficientemente alto sono in grado di resistere alla crittanalisi. L'idea di questo algoritmo venne a Claude Shannon che presentò l'algoritmo nel suo saggio fondamentale Communication Theory of Secrecy Systems.

## Esempi di applicazioni
Un cifrario del prodotto che utilizza solamente sostituzioni o permutazioni viene chiamato rete a sostituzione e permutazione. Il cifrario di Feistel è un'importante classe di algoritmi appartenenti alla famiglia del cifrario del prodotto.